# اوله کرامارنکو (بازیکن فوتبال، زاده ۱۹۹۴)
اوله کرامارنکو (اوکراینی: Олег Станіславович Крамаренко؛ زادهٔ ۲۷ اوت ۱۹۹۴) بازیکن فوتبال اهل اوکراین است.
از باشگاه‌هایی که در آن بازی کرده‌است می‌توان به باشگاه فوتبال تاوریا سیمفروپول اشاره کرد.